# Center (Colorado)
Center is een plaats (town) in de Amerikaanse staat Colorado, en valt bestuurlijk gezien onder Rio Grande County en Saguache County.

## Demografie
Bij de volkstelling in 2000 werd het aantal inwoners vastgesteld op 2392.
In 2006 is het aantal inwoners door het United States Census Bureau geschat op 2445, een stijging van 53 (2,2%).

## Geografie
Volgens het United States Census Bureau beslaat de plaats een oppervlakte van
2,2 km², geheel bestaande uit land.

## Plaatsen in de nabije omgeving
De onderstaande figuur toont nabijgelegen plaatsen in een straal van 40 km rond Center.